# 배리어 프리

장애인을 표시하는 국제적인 심볼로 장애인의 이용이 쉬운 시설과 건물에 붙인다.

배리어 프리(영어: barrier-free)는 장애인 및 고령자, 임산부 등의 사회적 약자들의 사회 생활에 지장이 되는 물리적인 장애물이나 심리적인 장벽을 없애기 위해 실시하는 운동 및 시책을 말한다. 일반적으로 장애인의 시설 이용에 장애가 되는 장벽을 없애는 뜻으로 사용되고 있다.
1974년 6월, 유엔 장애인 생활환경 전문가 협회에 의해 장벽이 없는 건축 설계라는 보고서가 알려지면서 건축 분야에서 사용되기 시작하여 일본, 스웨덴, 미국 등지를 시작으로 전 세계로 확산되었다.

## 같이 보기
- 유니버설 디자인
- 액세서빌러티(접근성)
- 저상버스
- 닐링버스(kneeling bus)
- 휠체어
- 광주-기아 챔피언스 필드